# Villa Aberastain
Villa Aberastain es una ciudad argentina de la provincia de San Juan, cabecera del departamento Pocito, y sede de las autoridades municipales de dicho departamento. Villa Aberastain se encuentra dentro del denominado Valle del Tulúm, principal oasis agrícola de la provincia. Aberastain se encuentra a unos escasos 15 kilómetros de las últimas estribaciones del Gran San Juan. Es núcleo de una importante región vinícola, hortícola y olivícola, siendo esta la de las importantes de la provincia mencionada
La sierra Chica de Zonda se encuentra unos cuatro kilómetros al oeste, no obstante, todo el ejido de la localidad se encuentra asentado en la planicie aluvional formada al este de la misma.

## Toponimia
Lleva el nombre en honor a Antonino Aberastain, gobernador de la provincia de San Juan en 1860 tras el asesinato del gobernador opositor al gobierno nacional José Virasoro. Su muerte un año después por el gobierno nacional lo llevó a ser considerado una de las principales figuras de la autonomía provincial en la Argentina.

## Historia
El día 9 de agosto de 1884, Carlos Doncel, quien era gobernador en ese momento, crea a Villa Aberastain, la que fue nombrada localidad cabecera del departamento Pocito. Es la fecha en la que en la actualidad se recuerda coma la fundación de ese departamento.

## Geografía

### Población
Cuenta con 8,946 habitantes (Indec, 2001), lo que representa un incremento del 36,0% frente a los 6,578 habitantes (Indec, 1991) del censo anterior. Villa Aberastain forma un aglomerado urbano único junto a la vecina localidad de La Rinconada, denominado Aberastain-La Rinconada, cuya población ascendía a los 11,879 habitantes (Indec, 2001), esta magnitud la sitúa como el cuarto aglomerado de la provincia.

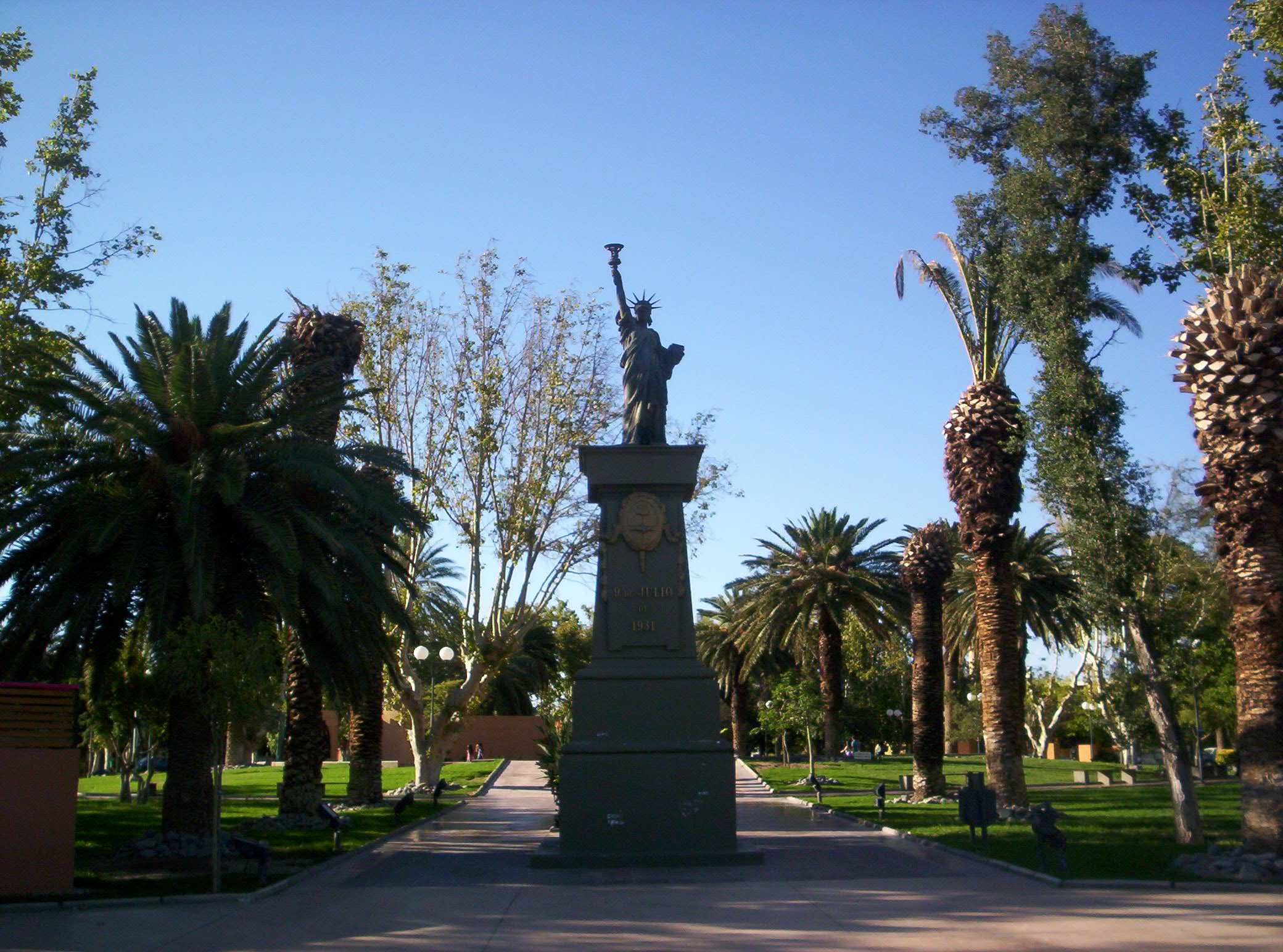
En Aberastain se ubica una réplica de una “Estatua de la Libertad”. Según algunos testimonios, sería Federico Cantoni quien visitó Francia y habría solicitado para que fuese enviada a la provincia de San Juan. Se deduce que este pedido pudo hacerse para el festejo del primer Centenario argentino en 1910, destinándose su ubicación en el Parque de Mayo, en la ciudad de San Juan. Causa por la cual posee la fecha 1810-1910 y en un escudo argentino en su parte superior y en el libro que está en la mano izquierda de la estatua. Durante la gestión de intendente de Marcos Zalazar se traslada la estatua a Aberastain y el 9 de julio de 1931 fue colocada en la plaza que hoy lleva el nombre de "Plaza Libertad".

### Sismicidad
La sismicidad del área de Cuyo (centro oeste de Argentina) es frecuente y de intensidad baja, y un silencio sísmico de terremotos medios a graves cada 20 años en distintas áreas aleatorias.

### Terremoto de Caucete 1977
El 23 de noviembre de 1977, Caucete fue asolada por un terremoto y que dejó como saldo lamentable algunas víctimas, y un porcentaje importante de daños materiales en edificaciones.
El Día de la Defensa Civil fue asignado por un decreto recordando el sismo que destruyó la ciudad de Caucete el 23 de noviembre de 1977, con más de 40 000 víctimas sin hogar. No quedaron registros de fallas en tierra, y lo más notable efecto del terremoto fue la extensa área de licuefacción (posiblemente miles de km²).
El efecto más dramático de la licuefacción se observó en la ciudad, a 70 km del epicentro: se vieron grandes cantidades de arena en las fisuras de hasta 1 m de ancho y más de 2 m de profundidad. En algunas de las casas sobre esas fisuras, el terreno quedó cubierto de más de 1 dm de arena.

#### Sismo de 1861
Aunque dicha actividad geológica ocurre desde épocas prehistóricas, el terremoto del 20 de marzo de 1861 señaló un hito importante dentro de la historia de eventos sísmicos argentinos ya que fue el más fuerte registrado y documentado en el país. A partir del mismo la política de los sucesivos gobiernos mendocinos y municipales han ido extremando cuidados y restringiendo los códigos de construcción. Pero solo con el terremoto de San Juan de 1944 del 15 de enero de 1944 (81 años) el gobierno sanjuanino tomó estado de la enorme gravedad sísmica de la región.

## Infraestructura

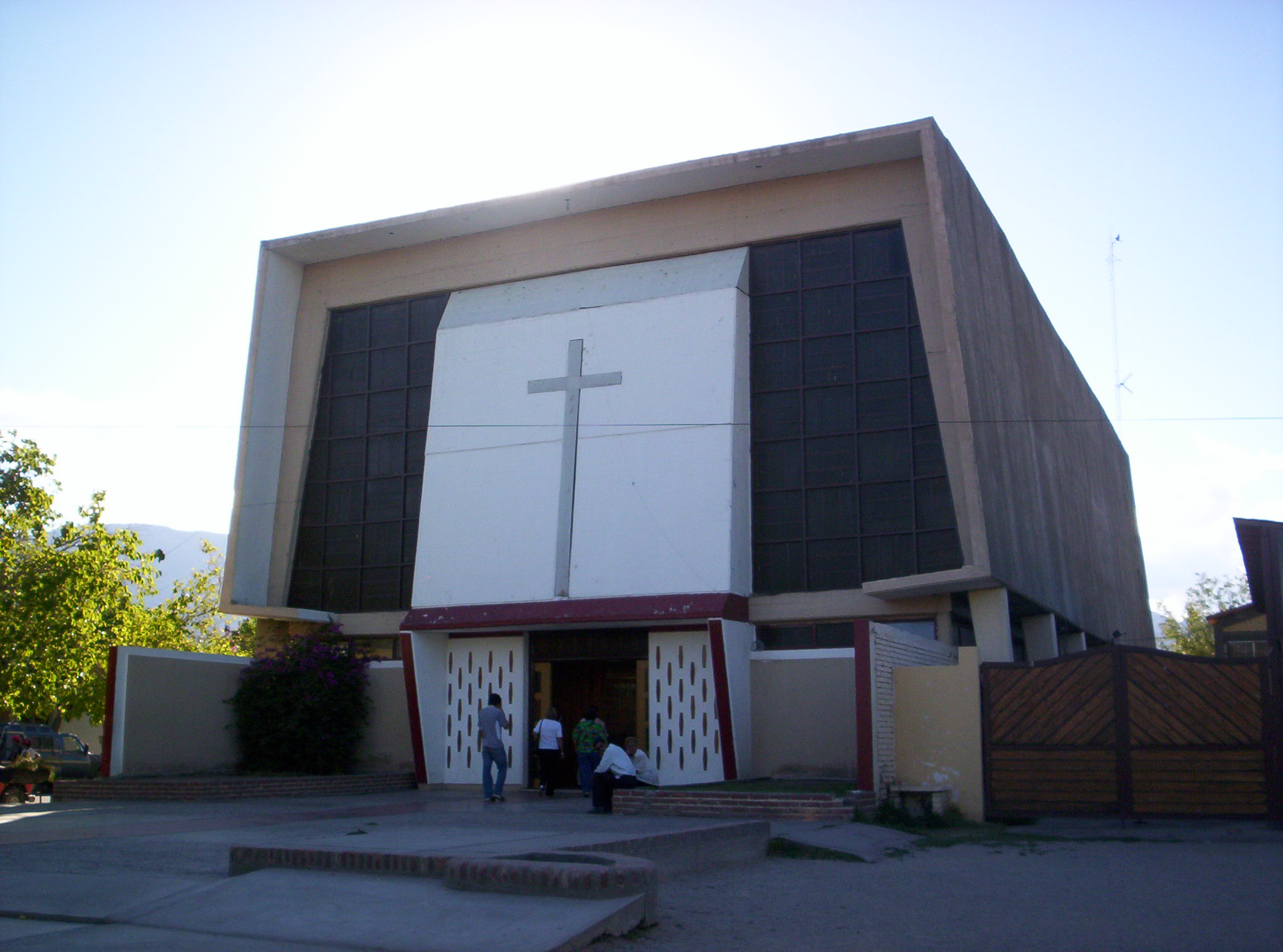
Iglesia parroquial de Santa Bárbara, patrona departamental.

La Villa Aberastain posee una fisonomía moderna como todas las ciudades sanjuaninas, es decir calles bien trazadas y pavimentadas, veredas amplias con piso de mosaico y una expendida vegetación de árboles como plátanos, paraísos y moreras que se sitúan a orillas de las calles.
Sus arterias más importantes son la avenida Antonino Aberastain,ahí se concentra con mayor intensidad la actividad comercial de distintos rubros y la avenida Marcos Zalazar, también llamada por los pocitanos "Calle 11".
Los sitios de mayor importancia son:
- Plaza Libertad: es el espacio verde más importante, fue refaccionado hace poco tiempo convirtiéndolo en un sitio muy pintoresco, posee una colorida vegetación, juegos infantiles variados y monumentos como el de la India Mariana (indígena huarpe que vivió en esas inmediaciones) y la Estatua de la Libertad.

- Iglesia Parroquial: esta misma posee una arquitectura más que rara y diferente a cualquier otra iglesia, tiene forma "cuadrada" y muy moderna. Resguarda la imagen de la santa patrona del departamento es Santa Bárbara, que en el mes de diciembre se relazan las fiestas patronales.

- Palacio Municipal: se encuentra ubicado frente a la plaza principal, es de donde se administra el departamento por parte del intendente, también tiene una arquitectura moderna y es la sede del Registro Civil.

### Transporte
El transporte público de la Villa Aberastain está constituido por líneas de colectivos, cuyas líneas son administradas por empresas una de las cuales siendo Empresa Mayo. Esta empresa posee líneas que conectan a la villa con la ciudad de San Juan y los demás distritos del Departamento Pocito como La Rinconada y Quinto Cuartel, y son las denominadas líneas 16 - 25 - 43 - 47: Vidart.
Otra empresa es Nuevo Sur, es la responsable de conectar la Villa Aberastain con Media Agua, con la denominada línea 24 ramal por Pocito, y la Empresa El Triunfo está empresa administra la línea que conecta a la villa con el distrito de Médano de Oro y a Villa Krause y es la denominada línea 4. También circulan algunos taxis y remises.

## Economía

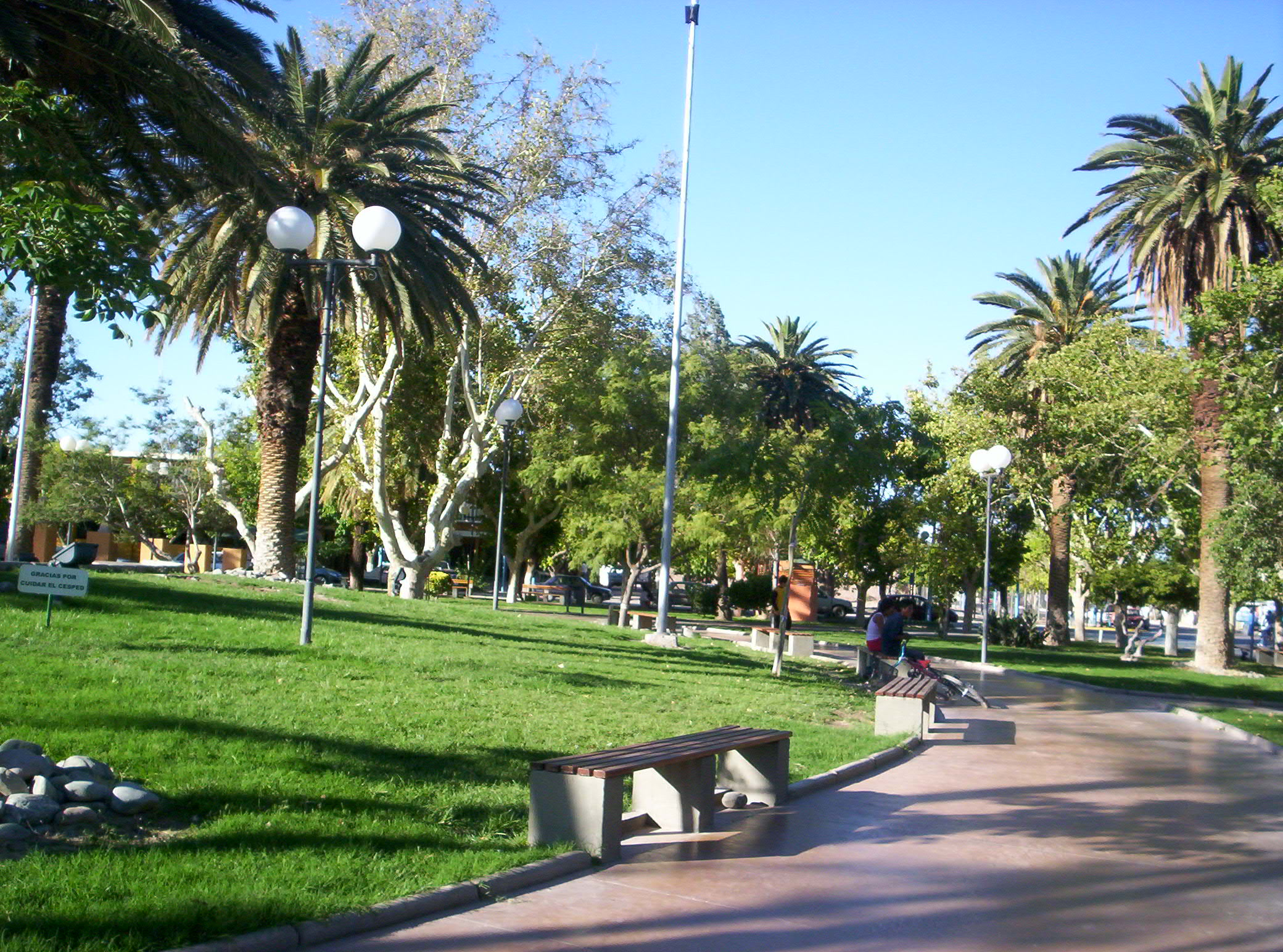
Plaza Libertad.

A pesar de ya ser una ciudad su economía se sustenta en la producción vitivinícola y en el cultivo de hortalizas y frutales, con alguna industrialización de los mismos. Estos cultivos son posibles debido a la irrigación producida por distintos canales, entre ellos el más importante es el canal Céspedes. El minifundio es la práctica más extendida.

## Deporte
La institución deportiva más representativa de la localidad es el Club Social y Deportivo Aberastain, cuyo máximo rival es Atenas Pocito, un equipo de la lindera localidad de La Rinconada.

## Parroquias de la Iglesia católica en Villa Aberastain
| Arquidiócesis | San Juan de Cuyo |
| ------------- | ---------------- |
| Parroquia     | Santa Bárbara    |